# Cuncunas
Cuncunas (kunkunas) eram um povo do Sudão Central que habitou o Império de Canem. Sua origem é incerta, mas se pensa que fossem grupos canembus sedentários. Foi um dos grupos que aliaram-se à dinastia sefaua e uma mulher cuncuna foi mãe do maí (rei) Ibraim I (r. 1296–1315).